# مقابل غير ضوئي
المقابل غير الضوئي متزامران فراغيان ليسا متقابلان ضوئيا، ولا منعكسان لبعض. وكل منهما يمكن أن يكون له خواص فيزيائية ونشاطية مختلفة.
وببساطة فإن المتناظران الفراغيان يصبحا مقابلان غير ضوئيان لبعضهما في حالة أن واحد فقط من المراكز الكايرالية يختلف بينهما.
وفي حالة احتواء الجزيء على ذرة كربون غير متماثلة أو مركز فراغي، فسيكون له شكلان صورة مرآة لبعضهما البعض. وفي حالة احتواء الجزيء على ذرتان كربون غير متماثلتان، فسيكون هناك احتمال تكون 4 أشكال، ولا يمكن لها جميعا أن تكون صور مرآة لبعضها البعض. وتزيد الاحتمالات بزيادة المراكز الكربونية غير المتماثلة في الجزيء.
حمض الطرطريك يحتوي على مركزان غير متماثلان، ولكن اثنان من «المتزامرات» متساويان ويكونا ما يطلق عليه مركب ميزو. وهذا الشكل غير نشط ضوئيا، بينما المتزامران الباقيان يكونا D- و L-صورة مرآة لبعضهما البعض، أي متزامران. ويمثل مركب ميزو شكل المقابل غير الضوئي.
|                                                         |                                  |                 |
| حمض تارتاريك متعادل L-(+)-حمض طرطريك حمض ديكسترو طرطريك | D-(-)-حمض طرطريك حمض ليفو طرطريك | حمض ميزو طرطريك |
| (1:1) DL-حمض طرطريك "حمض راسيمي"                        |                                  |                 |

عائلات الكربوهيدرات ذات 5 أو 5 ذرات كربون تحتوي عادة على مقابلات غير ضوئية بسبب العدد الكبير للمراكز غير المتماثلة في هذه الجزيئات. وهناك بادئتان تستخدما للتفريق بين المقابلات غير الضوئية threo وerythro، ويتم استخدامهم عند تمثيل المقابلان غير الضوئيان على مسقط فيشر وذلك لوصف المستبدلات وحالتها على جانب واحد أو متعاكسان. كما أن التزامر سيس-ترانس وتزامر تشكلي من أشكال المقابلات غير الضوئية.
الاختيارية للمقابل غير الضوئي تعني تفضيل تكون واحد أو أكثر من المتقابلات غير الضوئية أكثر من الباقي في التفاعل العضوي.